# Авчурино (село)
Авчурино (рос. Авчурино) — село в Ферзиковському районі Калузької області Російської Федерації.
Населення становить 794 особи. Входить до складу муніципального утворення село Авчурино.

## Історія
Від 2004 року входить до складу муніципального утворення село Авчурино

## Населення
| 2002 | 2010 | 2011 |
| ---- | ---- | ---- |
| 742  | ↗757 | ↗794 |